# Edmond Davall
Cet article possède un paronyme, voir Edmund Davall.
Pour les articles homonymes, voir Davall.
Edmond Davall (né le 25 mars 1793 à Orbe, mort le 18 décembre 1860 à Lausanne) est un forestier et homme politique suisse.

## Biographie
Fils d'Edmund Davall (1763-1798), un botaniste d'origine anglaise, et de son épouse Henriette Crinsoz de Cottens (1762-1839), vaudoise, Edmond Davall naît à Orbe le 25 mars 1793. En 1809, sa famille déménage à Stuttgart, où il fait son lycée. Il étudie la sylviculture en Allemagne, où il obtient son diplôme en 1816 à l'Institut forestier de Schwarzenberg près de Langenfeld en Bavière. Il retourne ensuite en Suisse et travaille à Orbe, Lausanne et Moudon. Il réalise notamment le plan d'aménagement complet des forêts de Lausanne et du Canton de Neuchâtel. Il se marie en 1820 avec Louise de Joffrey (1800-1869), originaire de Vevey, et vient y vivre avec elle. Ils eurent quatre enfants, dont l'aîné, Albert Davall, qui devint lui aussi un forestier notable.

### Carrière forestière
Edmond Davall fut membre de la Commission cantonale des forêts du Canton de Vaud (1822-1826, 1836-1860), vice-président de cette Commission et inspecteur général des forêts du Canton (1858-1860), président de la Société des forestiers suisses (1853), fondateur et président de la Société vaudoise de sylviculture (1858-1860). Il est vu comme le créateur de l'économie forestière du canton de Vaud et comme un forestier suisse de premier plan.

### Carrière politique et militaire
Sous le gouvernement libéral, entre 1830 et 1845, Davall est très actif dans la politique vaudoise, et contribua considérablement à la formulation des lois suisses de 1835 sur les forêts. En 1832, il est nommé juge du district de Vevey. Il est conseiller communal de Vevey de 1832 à 1860 et député libéral au Grand Conseil de 1843 à 1845. Il est cofondateur en 1842 du journal libéral "Courrier suisse". 
Au militaire, il est colonel d'artillerie dans les Milices vaudoises (il refuse même le poste d'inspecteur général des milices du canton en 1835). Il est également lieutenant-colonel fédéral.